# Lưu Đào (diễn viên)
Lưu Đào (sinh ngày 12 tháng 7 năm 1978) là một nữ diễn viên người Trung Quốc, thường được biết đến với danh xưng là "Mỹ nhân phim cổ trang".

## Tiểu sử
Cha cô làm trong một công ty công nghiệp hóa chất. Lúc nhỏ Lưu Đào sống với ông bà ngoại từ năm 2  tuổi. Năm lên 7, cha mẹ đưa cô về nhà mới, lúc ấy ông ngoại cô làm nghề buôn bán, là chủ một cửa hiệu lâu năm.
Năm 1993, 15 tuổi theo nguyện vọng của cha, Lưu Đào gia nhập đoàn văn nghệ quân đội Nam Kinh và học ca hát, vũ đạo, biểu diễn.
Năm 1998, cô chuyển tới Quảng Châu và theo học ngành luật tại trường Đại học ngoại ngữ Quảng Đông và tự mình trả học phí. Từ năm 2000, cô đóng nhiều quảng cáo thương mại, trong đó có một quảng cáo đóng với Vương Lực Hoành.

## Sự nghiệp
Năm 2000, Lưu Đào vào vai Hạnh Tử trong Những cô con dâu nhà họ Khang được đánh giá cao ở Trung Quốc. Sau đó, cô tham gia Hoàn Châu Cách Cách 3 vào cùng năm.
Năm 2002, Lưu Đào ký hợp đồng với một công ty chuyên làm các phim từ tiểu thuyết Quỳnh Dao và tham gia các phim Hoan Lạc Thanh Xuân, Đỏ và Đen 2000, Eo biển Đài Loan.
Năm 2003, Lưu Đào đóng Thiên long bát bộ trong vai A Châu, người yêu của anh hùng Kiều Phong.
Năm 2004, Lưu Đào đóng Duyên đến chính là em với hai vai, tiểu thư và người hầu gái. Hai nhân vật này đã có sự hoán đổi thân phận, địa vị và người yêu. Cùng năm cô tham gia Bạch Xà Truyện với vai nữ chính Bạch Tố Trinh . Lưu Đào cảm thấy sức ép khi diễn vai này rất lớn, giống như là tham gia một cuộc chiến: "Tôi cuối cùng cũng tìm lại được chính mình trong truyền thuyết Bạch Xà, bởi tôi cảm thấy đóng bộ phim này như là một cuộc chiến, tôi coi mình là một chiến binh dũng cảm, nhiệm vụ của tôi là diễn cho tốt."
Năm 2005, cô tham gia Lý Hậu Chủ và Triệu Khuông Dẫn, một lần nữa diễn hai vai. Lưu Đào cũng xuất hiện trong các phim Bản tình ca Paris, Biến Địa Anh Hùng và Công chúa Đại Lý.
Năm 2006, Lưu Đào và Tạ Đình Phong, Lý Tâm Khiết tham gia bộ phim Đại nhân vật dựa theo tiểu thuyết nổi tiếng của Cổ Long.
Năm 2010, Lưu Đào góp mặt trong phim Bàn Long Ngọa Hổ Cao Sơn đỉnh với vai nữ chính Bạch Ngọc Nga và tham gia bộ phim Tân Tây Du Ký vai Quan Âm, nhân vật của cô được đạo diễn Trương Kỷ Trung và nhiều khán giả đánh giá là Quan Âm đẹp nhất trong lịch sử.
Tháng 7 năm 2010, Lưu Đào tham gia bộ phim Cây ôliu vai nữ chính Mục Sam là một nữ y tá dịu dàng.
Năm 2011, cô góp mặt một vai nhỏ trong phim Khuynh Thế Hoàng Phi của Lâm Tâm Như.
Năm 2015, Lưu Đào vào vai Nghê Hoàng trong phim Lang Nha Bảng, bộ phim đạt được thành công lớn 16 tỷ lượt xem online năm trong top bộ phim đạt nhiều lượt xem nhất và giúp cô dành được giải nữ diễn viên có nhân khí cao nhất LHP Kim Ưng. Trong cùng năm, cô cũng tham gia phim Mị Nguyệt Truyện, phim năm trong top 5 phim có lượt xem cao nhất mọi thời đại
Năm 2016, cô đóng Hoan Lạc Tụng với vai chính Andy, cô gái mạnh mẽ, cứng rắn. Phim có lượt xem online 22 tỷ lượt xem. Năm 2017, cô tiếp tục làm phần 2

## Đời tư
Ngày 6 tháng 9 năm 2007, Lưu Đào lần đầu gặp doanh nhân Vương Kha trong thang máy của một khách sạn tại Bắc Kinh. Ngày 26 tháng 9 năm 2007, Lưu Đào và Vương Kha đăng ký kết hôn. Ngày 6 tháng 1 năm 2008, Lưu Đào kết hôn với Vương Kha.
Ngày 22 tháng 6 năm 2008, Lưu Đào đã sinh con gái tại Mỹ. Tháng 9 năm 2009, cô sinh con trai tại Mỹ.

## Danh sách phim

### Phim truyền hình
| Năm        | Tựa đề                                             | Tên tiếng Trung        | Vai                                 |
| ---------- | -------------------------------------------------- | ---------------------- | ----------------------------------- |
| 2000       | Những cô dâu nhà họ Khang                          | 外来媳妇本地郎         | Hồ Hạnh Tử (胡幸子)                 |
| 2000       | Cửu Ký Phạn Quán                                   | 九记饭馆               | Sở Sở (楚楚)                        |
| 2001       | Trịnh Thành Công                                   | 郑成功                 | Hải Hà (海霞)                       |
| 2001       | Hoàn Thành Thần Ưng                                | 大钦差之皇城神鹰       | Phi Tuyết Cách Cách (飞雪格格)      |
| 2001       | Tín Thị Hữu Duyên                                  | 信是有缘               | Phương Tú Tú (方秀秀)               |
| 2001       | Thai Loan Hải Hạp                                  | 台湾海峡               | Trần Tư Tư (陈思思)                 |
| 2001       | Đỏ Và Đen                                          | 红与黑2000             | Hướng Tiểu Tiểu (向小小)            |
| 2001       | Hoan Lạc Thanh Xuân                                | 欢乐青春               | Bạch Lệ (白丽)                      |
| 2002       | Quan Tây Vô Cực Đao                                | 关西无极刀             | Vương Phi nước Lâu Lan (楼兰国王妃) |
| 2002       | Câu Chuyện Xưa Ở Phòng Chờ Xe                      | 候车室的故事           | Tiểu Lệ (小丽)                      |
| 2003       | Thiên Long Bát Bộ                                  | 天龙八部               | A Châu (阿朱)                       |
| 2003       | Hoàn Châu cách cách phần 3                         | 还珠格格-天上人间      | Mộ Sa (慕沙)                        |
| 2004       | Mạt Đại Hoàng Phi                                  | 末代皇妃               | Tề Như Ngọc (齐如玉)                |
| 2004       | Hoàng Đế Vĩnh Lạc                                  | 永乐英雄儿女           | Công chúa Man Nhi (蛮儿公主)        |
| 2005       | Đấu Trường Danh Vọng                               | 原来就是你我的野蠻千金 | Đỗ Mộ Tuyết/Cẩm Nhi                 |
| 2005       | Đại Tống Khai Quốc                                 | 问君能有几多愁         | Châu Nga Hoàng/ Hoa Nhụy Phu Nhân   |
| 2005       | Mùa Anh Đào Chín                                   | 樱桃正红               | Mạnh Tinh (孟星)                    |
| 2006       | Bạch Xà truyện                                     | 白蛇传                 | Bạch Tố Trinh (白素贞)              |
| 2006       | Biển Địa Anh Hùng                                  | 遍地英雄               | Chu Cúc (周菊)                      |
| 2006       | Bản Tình Ca Paris                                  | 巴黎恋歌               | Dư Nguyệt (余悦)                    |
| 2006       | Chiếc Ly Thần                                      | 夜光神杯               | Trình Tú Tú (程秀秀)                |
| 2006       | Phong thần bảng: Phượng minh Kỳ sơn                | 封神榜之凤鸣岐山       | Hằng Nga                            |
| 2006       | Hoàng Phi Hồng - Ngũ Đại Đệ Tử                     | 黄飞鸿五大弟子         | Mông tẩu (蒙嫂)                     |
| 2007       | Ma Kiếm Sinh Tử Kỳ                                 | 魔剑生死棋             | Lưu Y Y (刘依依)                    |
| 2007       | Đại Nhân vật                                       | 大人物                 | Sở Sở (楚楚)                        |
| 2008       | Cuộc đời Hoàng Mai Nhi                             |                        | Hoàng Mai Nhi                       |
| 2008       | Nữ Nhân Hoa                                        | 女人花                 | Hoàng Hải Nhi (黄梅儿)              |
| 2008       | Đeo Mặt Nạ Nhảy Múa                                | 戴着面具跳舞           | Hàn Tư Nhụy 韩思蕊                  |
| 2009       | Công Chúa Đại Lý                                   | 大理公主               | Dương A Tế (杨阿细)                 |
| 2009       | Bảo Liên Đăng Tiền Truyện                          | 宝莲灯前传             | Dao Cơ (瑶姬)                       |
| 2009       | Hàn Dạ                                             | 寒夜                   | Tằng Thụ Sinh (曾树生)              |
| 2011       | Bàn Long Ngọa Hổ                                   | 盘龙卧虎高山顶         | Bạch Ngọc Nga (白玉娥)              |
| 2011       | Tân Tây Du Ký                                      | 西游记                 | Quan Âm (杨柳观音)                  |
| 2011       | Cây Ôliu                                           | 橄榄树                 | Mục Sam (穆杉)                      |
| 2011       | Diệp Lạc Trường An                                 | 叶落长安               | Bạch Liên Hoa (白莲花)              |
| 2011       | Yểm Hộ                                             | 掩护                   | Cung Lệ (宫丽)                      |
| 2011       | Khuynh Thế Hoàng Phi                               | 傾世皇妃               | Ôn Tịnh Nhược (温静若)              |
| 2011       | Tiền Đa Đa Xuất Giá Ký                             | 钱多多嫁人记           | Tiền Đa Đa (钱多多)                 |
| 2012       | Cuộc Đấu của Mẹ Chồng Và Nàng Dâu                  | 我和丈母娘的十年战争   | Tôn Vân (孙芸)                      |
| 2012       | Hai Nữ Phỉ Vương                                   | 天怒1931之两个女匪王   | Quỳ Anh (葵英)                      |
| 2012       | Hạnh Phúc Đầy Nhà                                  | 幸福满屋               | Dương Lộ (杨璐)                     |
| 2012       | Ma Tổ                                              | 妈祖                   | Ma Tổ Lâm Mặc Nương (妈祖林默娘)    |
| 2013       | Vợ Hiền                                            | 贤妻                   | Hàn Đại Vân (韩大芸)                |
| 2013       | Mê Cục 1931                                        | 迷局1931               | Đỗ Quyên (杜鹃)                     |
| 2013       | Đêm Nay Thiên Thần Giáng Trần                      | 今夜天使降临           | Bành Giai Giai (彭佳佳)             |
| 2013       | Tuổi Già                                           | 老有所依               | Giang Mộc Lan (江木兰)              |
| 2013       | Thiên Hạ Giai Nhân                                 | 天下人家               | Dương Hiểu Tuệ (杨晓慧)             |
| 2013       | Trí Thủ Hoa Sơn                                    | 智取华山传奇           | Dương Ngọc Hoàn (杨玉环)            |
| 2014       | Thực Lai Dựng Chuyển                               | 食来孕转               | Thẩm Cốc Vũ (沈谷雨)                |
| 2014       | Hạnh Phúc Từ Trên Trời Giáng Xuống                 | 幸福从天而降           | Giang Thiên Lam (江天蓝)            |
| 2014       | Trạm Kế Tiếp Hôn Nhân                              | 下一站婚姻             | Đặng Thảo Thảo (邓草草)             |
| 2014       | Hoa Hồng Hoa Lửa                                   | 花红花火               | Hoa Hồng (花红)                     |
| 2014       | Chàng Tiều Phu Lưu Hải                             | 刘海砍樵               | Hồ Tiên đại tỷ (大姐)               |
| 2015       | Kiên Cường Trong Biển Lửa                          | 铁在烧                 | Triệu Chí Di (赵智怡)               |
| 2015       | Lang Gia Bảng                                      | 瑯琊榜                 | Nghê Hoàng quận chúa (霓凰郡主)     |
| 2015       | Mị Nguyệt Truyện                                   | 芈月传                 | Mị Xu (芈姝)                        |
| 2016       | Thiên Luân                                         | 天伦                   | Mai Ngọc Quyên (梅玉娟)             |
| 2016       | Hoan Lạc Tụng                                      | 欢乐颂1                | Andy (安迪)                         |
| 2017       | Hoan Lạc Tụng 2                                    | 欢乐颂2                | Andy (安迪)                         |
| 2017       | Quân Sư Liên Minh                                  | 军师联盟               | Trương Xuân Hoa                     |
| 2018       | Quân Sư Liên Minh 2                                | 军师联盟 2             | Trương Xuân Hoa                     |
| 2018       | 72 Biến Hóa Của Tình Yêu                           | 爱情万万岁             | Kim Na                              |
| 2019       | Chúng ta đều phải sống tốt                         | 我们都要好好的         | Tầm Hoa                             |
| 2019       | Nhật Ký Trốn Hôn (Hôn nhân thân yêu)               | 親愛的婚姻             | Vương Khả Khả                       |
| 2020       | Cảnh Đức Trấn                                      | 景德镇                 | Triệu Ngọc Như (赵玉茹)             |
| 2020       | Truy Mộng                                          | 追梦                   | Đỗ Phương (杜芳)                    |
| 2021       | Thật Lòng Yêu Em - Love Is True                    | 我是真的爱你           | Tiêu Yên                            |
| 2021       | Nội trợ đại chiến                                  | 陪你一起长大           | Tô Tỉnh(苏醒)                       |
| 2021       | Đại Tống Cung Từ                                   | 大宋宫词               | Hoàng hậu Lưu Nga                   |
| 2021       | Sao Trời Biển Rộng                                 | 星辰大海               | Giản Ái (简爱)                      |
| 2021       | Cuộc Đại Chiến                                     | 大决战                 | Tống Mỹ Linh (宋美齡)               |
| 2022       | Hừng Sáng Phương Đông                              | 破晓东方               | Kỷ Nam Âm                           |
| 2022       | Kỳ Nghỉ Ấm Áp 2                                    | 假日暖洋洋2            | Trình Mạn                           |
| 2023       | Hãy là ánh sáng của chính mình (Cùng bạn tỏa sáng) | 做自己的光             | Hà Hoan (何欢)                      |
| 2024       | Vấn Hương Ký                                       |                        | Mục Chi Lan                         |
| Chưa chiếu | Khói Lửa Đấu tranh                                 | 没有硝烟的战斗 迷中局  | Lam Chỉ Ỷ (蓝芷绮)                  |
| Chưa chiếu | Âm Mưu Liều Lĩnh (Phách Đồ)                        |                        | Mai Nhược Băng                      |

### Phim điện ảnh
| Năm  | Tựa đề                              | Vai                     |
| ---- | ----------------------------------- | ----------------------- |
| 2006 | A Bảo Đích Cố Sự 阿宝的故事         | Lưu Gia 刘嘉            |
| 2011 | Kiến Đảng Vĩ Nghiệp 建党伟业        | Cẩn Phi 瑾妃            |
| 2013 | Đi Lhasa 去拉萨                     | Bạch Dung 白融          |
| 2014 | Tình Yêu Nhiều Hạnh Phúc 恋者多喜欢 | Trình Vũ 程雨           |
| 2015 | Chúng Ta Kết Hôn Đi 咱们结婚吧      | Điền Hải Tâm 田海心     |
| 2017 | Phá Cục                             | Lâm Hiểu Diệp           |
| 2017 | Anh Luân Quyết Đấu 英伦对决         | Lâm Bảo Di 林宝怡       |
| 2019 | Tôi Và Tổ Quốc Tôi 我和我的祖国     | Mẹ của Tiểu Mỹ 小美妈妈 |

### Chương trinh truyền hình
| Năm  | Tựa đề                                       | Ghi chú                       |
| ---- | -------------------------------------------- | ----------------------------- |
| 2014 | Hoa Tỷ Đệ mùa 1 花兒與少年第一季             | 8 Tập                         |
| 2014 | Thiếu niên Trung Quốc mạnh mẽ 少年中国强     | MC                            |
| 2015 | Đại Bản Doanh Vui Vẻ 快乐大本营              | Khách mời cùng Hoa Tỷ Đệ      |
| 2015 | Chạy đi người anh em mùa 2 奔跑吧兄弟第二季  | Khách mời tập 7               |
| 2015 | Tay Đua Huyễn Phong 炫风车手                 | Đội trưởng Sao Kim            |
| 2015 | Bố Ơi Mình Đi Đâu Thế mùa 3 爸爸去哪儿第三季 | Khách mời chặng 7 của Hồ Quân |
| 2016 | Đại Bản Doanh Vui Vẻ 快乐大本营              | Khách mời                     |
| 2016 | Khóa Giới Ca Vương 跨界歌王                  | Quán quân                     |
| 2016 | Hài kịch Tổng Động Viên 喜剧总动员           | Thắng đợt 1 (rút lui vòng CK) |

## Danh sách đĩa hát
- Về nhà (Go home) 《回家》
- Chân thật (Real) 《真实》
- Yêu tôi (Loves me) 《爱我》
- Wrong meeting one another 《错误的相遇》
- You are most precious 《你最珍贵》
- Tôi nguyện (I want, 《我愿意》; song ca với Lưu Diệc Phi).
- So long as has you 《只要有你》
- (Everywhere Hero) 《遍地英雄》
- I love you, china 《我爱你，中国》
- Khmer Song (四季歌)
- 《我的祖国》
- 《漫步人生路》 (trong phim Vĩnh Lạc Anh Hùng)
- Yêu anh (Love You, trong phim Bạch Xà Truyền Kỳ)
- North Street South Center - trong chương trình "Numerous Flower will Rosemble Brocade" phiên họp thứ 10
- Nhất miêu chung Nhất bối tử 《一秒钟一辈子》 - tại hôn lễ dành để tặng chồng, Vương Kha
- Tôi không là người cô đơn (Hạnh phúc từ trên trời giáng xuống) - Song ca cùng nam ca sĩ Vương Tranh Lượng
- Album solo đầu tay " The Best Time:

1. - Yên Chi - 胭脂
2. - Bất Quá - 不过
3. - Giáp Phương Ất Phương - 甲方乙方
4. - Hạnh Phúc Thoáng Qua - 幸福流年
5. - Lựa chọn sở thích - 选 你 所 爱
6. - Chia tay em là tốt hay không tốt - 离开了我过的好不好
7. - Thác Ái - 错 爱
8. - The Best Time - 最好的时光
9. - Tình Yêu dụng cảm - 勇敢爱情
10. - Nỗi đau trong tim người phụ nữ - 伤了心的女人怎么了

## Giải thưởng
- 2004: Golden TVS Awards với vai A Châu.
- 2006: Tân hoa đán của năm - Lễ trao giải thưởng điện ảnh truyền hình MTV 2006
- 2007: Nữ diễn viên xuất sắc nhất với phim truyền hình "Đại Tống Khai Quốc".
- 2007: Người phụ nữ nổi bật nhất của China Mobile Data Group
- 2007: Nữ diễn viên Trung Quốc có hình tượng đẹp nhất.
- 2010: Đại sứ Văn hóa Hàn Quốc
- 2010: Đại sứ " Công trình hy vọng, nguyện cầu " do quỹ thành niên phát triển của TQ trao tặng
- 2012: Nữ minh tinh quyền lực của năm 2012 do tạp chí lữ hành thế giới trao tặng
- 2013: Nữ diễn viên diễn xuất giỏi tại Liên hoan các thần tượng châu Á.
- 2013: Giải thưởng " Mỹ Nhân Đột Phá của Năm "
- 2013: Giải A media Woman
- 2013: Giải Modern Bride
- 2013: Nữ diễn viên xuất sắc trong phim Tuổi Già
- 2013: Nữ diễn viên xuất sắc nhất tại Quốc Kịch Thịnh Điển 2013
- 2013: Giải phụ nữ tích cực nhất của năm do tạp chí Phong cách LaDy trao tặng
- 2013: Ngôi sao thời trang hiện đại
- 2014: Nữ diễn viên xuất sắc nhất / Nữ diễn viên do khán giả bình chọn Kim Ưng 2014
- 2014: Trình diễn nghệ thuật xuất sắc nhất
- 2015: Nữ thần Weibo sina
- 2015: Nữ diễn viên truyền hình xuất sắc nhất với Nghê Hoàng Quận Chúa trong Lang Nha Bảng
- 2015: Nữ diễn viên thực lực nhất với Nghê Hoàng Quận Chúa (Lang Nha Bảng) và Mị Xu (Mị Nguyệt Truyện)
- 2015: Top 3 nữ diễn viên xuất sắc giải Phi Thiên 2015
- 2016: Nữ diễn viên thực lực nhất năm tại Sina Weibo 2016
- 2016: Nữ diễn viên được yêu thích nhất tại Hội nghị đánh giá chất lượng phim hằng năm tại Thượng Hải
- 2016: Nữ diễn viên có nhân khí cao nhất tại Kim Ưng 2016
- 2016: Nữ diễn viên phụ xuất sắc nhất vai Mị Xu (Mị Nguyệt Truyện) tại Bạch Ngọc Lan 2016
- 2016: Quán quân show truyền hình "Khóa Giói Ca Vương" mùa 1
- 2017: Ngôi sao từ thiện của năm
- 2017: Nhân vật "làm mưa làm gió" trong Đêm hội Weibo Sina
- 2017:

### Forbes China Celebrity 100
| Năm  | Hạng | Ref.  |
| ---- | ---- | ----- |
| 2014 | 51st | [ 4 ] |
| 2015 | 67th | [ 5 ] |
| 2017 | 6th  | [ 6 ] |
| 2019 | 37th | [ 7 ] |
| 2020 | 21st | [ 8 ] |